# Station Balgerhoeke
Station Balgerhoeke is een spoorwegstation langs spoorlijn 58 (Maldegem - Eeklo) in de stad Eeklo.
Het wordt nog steeds gebruikt door de Stoomtrein Maldegem-Eeklo, om treinen te laten kruisen op de enkelsporige spoorlijn. Trein A wordt gerangeerd op het oude perronspoor, zodat trein B in de andere richting kan kruisen op het hoofdspoor.

## Treindienst
| Serie | Treinsoort        | Route                          | Bijzonderheden                             |
| ----- | ----------------- | ------------------------------ | ------------------------------------------ |
| EXT   | Museumtrein (SME) | Maldegem – Balgerhoeke – Eeklo | Rijdt alleen tijdens speciale gelegenheden |

0,0: Gent-Sint-Pieters ·
1,3: Gentbrugge-Zuid ·
2,0: Gentbrugge ·
3,1: Gent-Heirnis ·
4,0: Gent-Dampoort ·
6,1: Gent-Muide ·
8,4: Wondelgem ·
9,1: Molenheide ·
10,9: Evergem ·
14,0: Sleidinge ·
16,0: Eeksken ·
17,8: Arisdonk ·
18,8: Waarschoot ·
22,7: Eeklo ·
23,9: Boelare ·
27,8: Balgerhoeke ·
29,9: Adegem ·
32,7: Maldegem ·
37,1: Donk ·
41,6: Sijsele ·
45,7: Assebroek ·
48,3: Steenbrugge ·
51,4: Brugge